# Campament dels Soldats

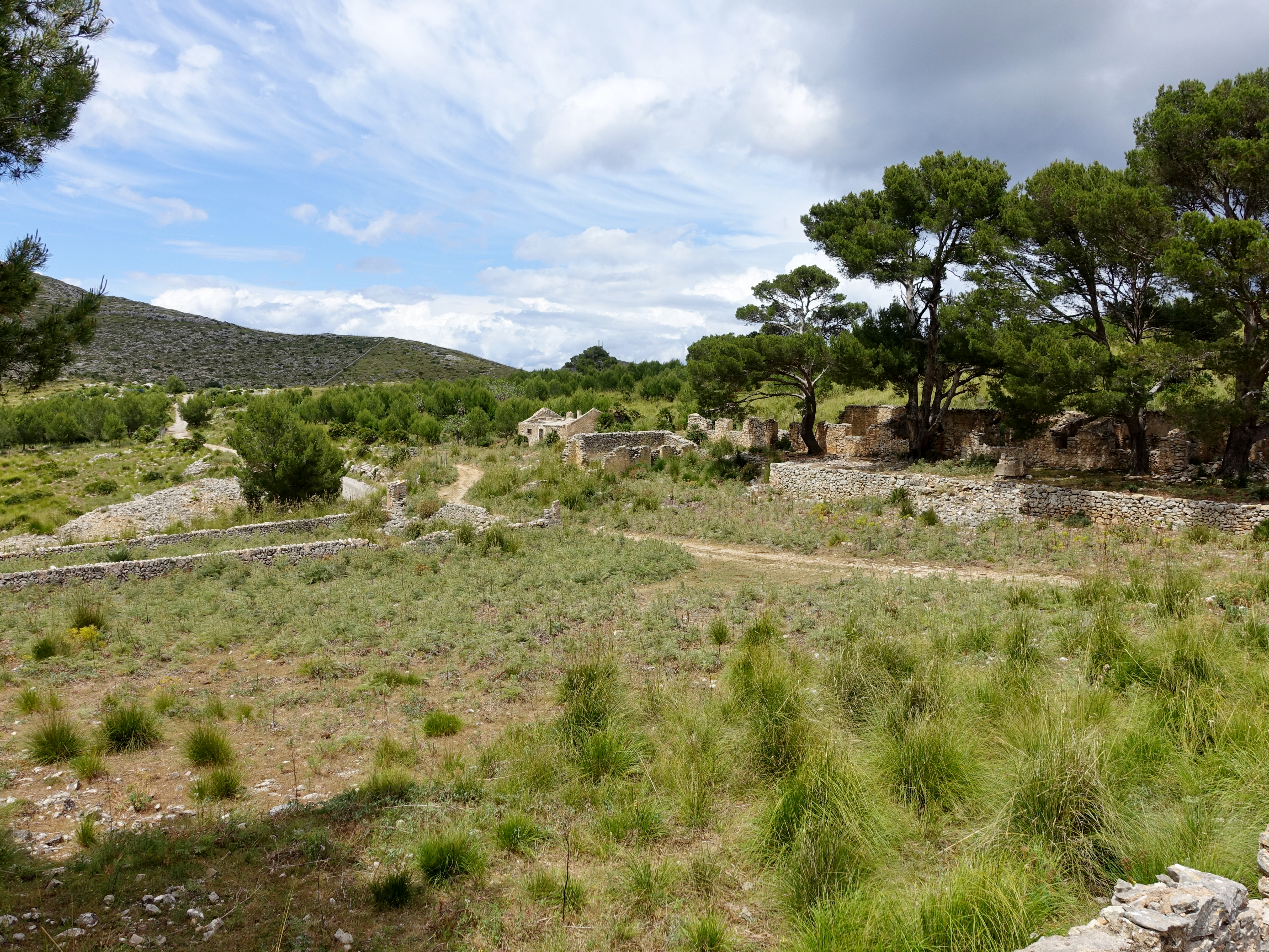
Ruinen des Lagers

Das Campament dels Soldats (‚Soldatenlager‘), auch Campament dels Presos (‚Gefangenenlager‘) war eines von insgesamt 104 Arbeitslagern der Zeit des Franquismus in Spanien. Es lag nahe der Stadt Artà auf der Baleareninsel Mallorca. Die Ruinen der Lagergebäude befinden sich heute in einem Naturpark, dem Parc natural de la península de Llevant im Nordosten der Insel, etwa zwei Kilometer nordöstlich von s’Alquera Vella d’Avall an der Straße von Artà zur Ermita de Betlem.

## Geschichte
Im Juni 1940 forderte ein Militäringenieur 1930 Arbeitskräfte zum Bau einer Verteidigungslinie an der Inselküste zwischen Port de Pollença über Porto Cristo bis zum Cap de ses Salines an der Südspitze Mallorcas an. Von diesen waren 250 Männer für den Bau einer Militärstraße auf den 444 Meter hohen Puig de sa Tudossa in den Serres de Llevant vorgesehen. Auf dem Berg sollten Einrichtungen zur Flugabwehr installiert werden. Der zur Straße auszubauende Weg, der Camí dels Presos, hatte eine Länge von etwa sechs Kilometer.

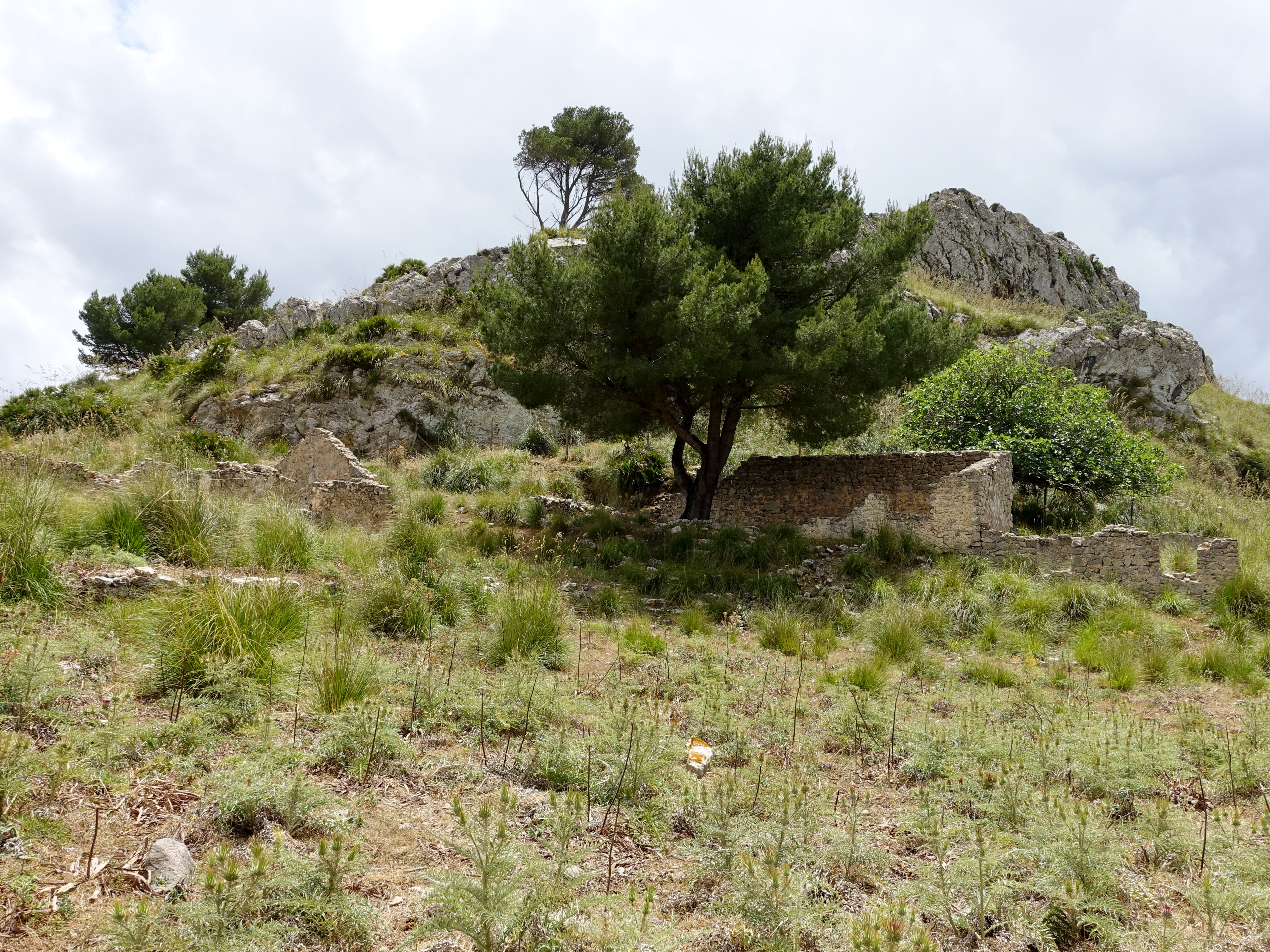
Südliche Gebäudereste

In der Zeit von 1941 bis 1943 waren ungefähr 750 Zwangsarbeiter im Campament dels Soldats untergebracht. Dabei handelte es sich hauptsächlich um ehemalige Soldaten der republikanischen Armee im Spanischen Bürgerkrieg von 1936 bis 1939, aber auch um einige Zivilisten, politische Gegner des Franco-Regimes. Die ersten Zwangsarbeiter schliefen nach dem Transport mit dem Zug von Palma nach Artà und dem anschließenden Fußmarsch in das Lager unterhalb des Puig en Porrassar noch in Zelten. Erst eine Vielzahl von Erkrankungen führte zum Bau von gemauerten Unterkunftsbaracken auf dem Gelände des Lagers. Internierungslisten konnten bisher nicht gefunden werden, die Lagerinsassen sollen jedoch aus allen Teilen Spaniens, vor allem dem Baskenland, gestammt haben.
Die Straße zum Puig de sa Tudossa wurde nicht fertiggestellt, auch die Flugabwehranlagen auf dem Berg wurden nie gebaut. In den Gebäuden des ehemaligen Arbeitslagers war von 1943 bis etwa 1948 eine kleine Einheit der spanischen Armee stationiert. Seit dem Jahr 2002 erinnert in den verfallenen Mauern ein Gedenkstein des Govern Balear, der Inselregierung der Balearen, an das Arbeitslager. Die Associació del Campament dels Soldats legte ab 2011 die Reste der Lagergebäude frei und rekonstruierte den Grundriss.

## Zugang
Vom Parkplatz an der öffentlichen Finca s'Alqueria Vella d'Avall führt ein ausgeschilderter Wanderweg zu dem ehemaligen Arbeitslager. Für den Hin- und Rückweg ist etwa eine gute Stunde einzuplanen.